# اریک گایری
اریک گایری (انگلیسی: Eric Gairy; زاده ۱۸ فوریهٔ ۱۹۲۲ – درگذشته ۲۳ اوت ۱۹۹۷) سیاستمدار و سندیکاچی اهل گرنادا بود. وی اولین نخست‌وزیر این کشور بود.
اریک گایری در ۲۳ اوت ۱۹۹۷، در سن ۷۵ سالگی درگذشت.